# Luzara phyxelis
Luzara phyxelis är en insektsart som beskrevs av Otte, D. 2006. Luzara phyxelis ingår i släktet Luzara och familjen syrsor. Inga underarter finns listade i Catalogue of Life.